# Гарві Андре
Га́рві Андре́ (англ. Harvie Andre; нар. 27 липня 1940, Едмонтон, Альберта, Канада) — помічник міністра оборони уряду Канади за прем'єрства Браяна Малруні. Член парламенту Канади.

## Життєпис
Нащадок емігрантів — вихідців з України.
Навчався в Альбертському університеті та Каліфорнійському технологічному інституті.
Викладав у Калгарському університеті з 1966 по 1972 рік.
Одружений, має двох дочок та сина.